# Xenodasys sanctigoulveni
Xenodasys sanctigoulveni is een buikharige uit de familie Xenodasyidae. Het dier komt uit het geslacht Xenodasys. Xenodasys sanctigoulveni werd in 1967 voor het eerst wetenschappelijk beschreven door Swedmark. 